# Півніцька астрономічна обсерваторія
Півніцька астрономічна обсерваторія — астрономічна обсерваторія, яка була заснована в 1947 році в Півніцькому заповіднику, Польща за 13 км на північ від Торуні. Належить Університету ім. Миколая Коперника в Торуні. На базі обсерваторії проходять практику студенти факультетів математики, фізики і астрономії, а також проводяться наукові дослідження і популяризація астрономії. Також називається «Торунський астрономічний центр».

## Історія обсерваторії
Обсерваторія була заснована зусиллями професорів Владислава Дзевульского і Вільгельміни Івановської з університету Торуні (майбутнього Університету ім. Миколая Коперника). Будівництво почалося восени 1947 року під керівництвом Конрада Куча-Кучинського.

## Інструменти обсерваторії
- RT4 — 32-м радіотелескоп, 1994 рік — найбільший радіотелескоп у Центральній Європі
- RT3 — 15-м радіотелескоп, 1979 рік
- 23-м радіоінтерферометр для спостережень радіовипромінення Сонця на частоті 127 МГц (1958 рік)
- 200-мм астрограф Дрейпера (створений у 1891 році, переданий в 1947 році з Гарвардського коледжу)
- 250-мм рефлектор (у 1951 році привезений зі Швеції, в 1958 році початок спостережень, в 1989 році в купол даного інструменту поставлено Ц-600)
- 35/30-см камера Шмідта (в 1951 році привезена зі Швеції, в 1953 році початок спостережень)
- 90-см Шмідт-Кассегрен, Цейсс (як Кассегрен він працює з параметрами: D=90 см, F=1350 cm, а як камера Шмідта працює з параметрами D=60 см, F=180 cm), 1962 рік
- Цейсс-600, Кассегрен (D = 60 см, F = 7.5 м), 1989 рік
- Проект SAVS — пошук змінних з об'єктивом (F=135 мм, F/2.8) з ПЗЗ-камерою ST-7 на телескопі Meade LX 200 (10").

## Напрямки досліджень
- Оптичні спостереження (змінні зорі)
- Спектральні спостереження
- Радіоспостереження (пульсари, фонові спостереження, Сонце, активні ділянки радіогалактик, квазарів, спостережна космологія, пошук екзопланет)
- Розробка техніки для радіоспостережень

## Основні досягнення
- З 1981 року беруть участь у роботі глобальної РНДБ-мережі в VLBI (інтерферометрія з наддовгою базою).
- Завдяки участі у спільних спостереженнях з обсерваторією Рожен і Єнською обсерваторією[ru] транзитів екзопланети WASP-3b було відкрито ще одну екзопланету (WASP-3c) за виявленими відхиленнями розрахованих термінів транзиту.
- У 1986 році словацький астроном Мілан Антал[ru] відкрив 8 астероїдів у Півніцькій астрономічної обсерваторії.
- З 2003 року Торунський астрономічний центр впроваджує унікальний проект сканування неба на частоті 30 ГГц як частину програми FARADAY Європейського Союзу.

## Відомі співробітники
- Владислав Дзевульський (1878—1962) — польський астроном, професор, викладач Вільнюського університету, співзасновник Університету Миколая Коперника в Торуні та Астрономічної обсерваторія в Півніце.
- Вільгельміна Івановська (1905—1999) — польський астроном і радіоастроном, професор університету Миколая Коперника.
- Алекс Вольщан (нар. 1946) — професор, відкрив перші три екзопланети в 1991 році на радіотелескопі Аресібо. У 1992 році нагороджений Фондом польської науки за відкриття першої позасонячної планетної системи. Відзначається багатьма науковими установами та спеціалізованими журналами, зокрема, журналом «Nature», як автор одного з 15 фундаментальних відкриттів у галузі фізики, опублікованих у ньому. Також є професором Університету штату Пенсильванія.
- Анджей Вожчик — астроном, професор Університету Миколи Коперника, президент Наукового товариства в Торуні[pl].
- Кшиштоф Ґождевський — першовідкривач декількох екзопланет
- Анеля Дзевульська-Лосьова[pl]

## Галерея

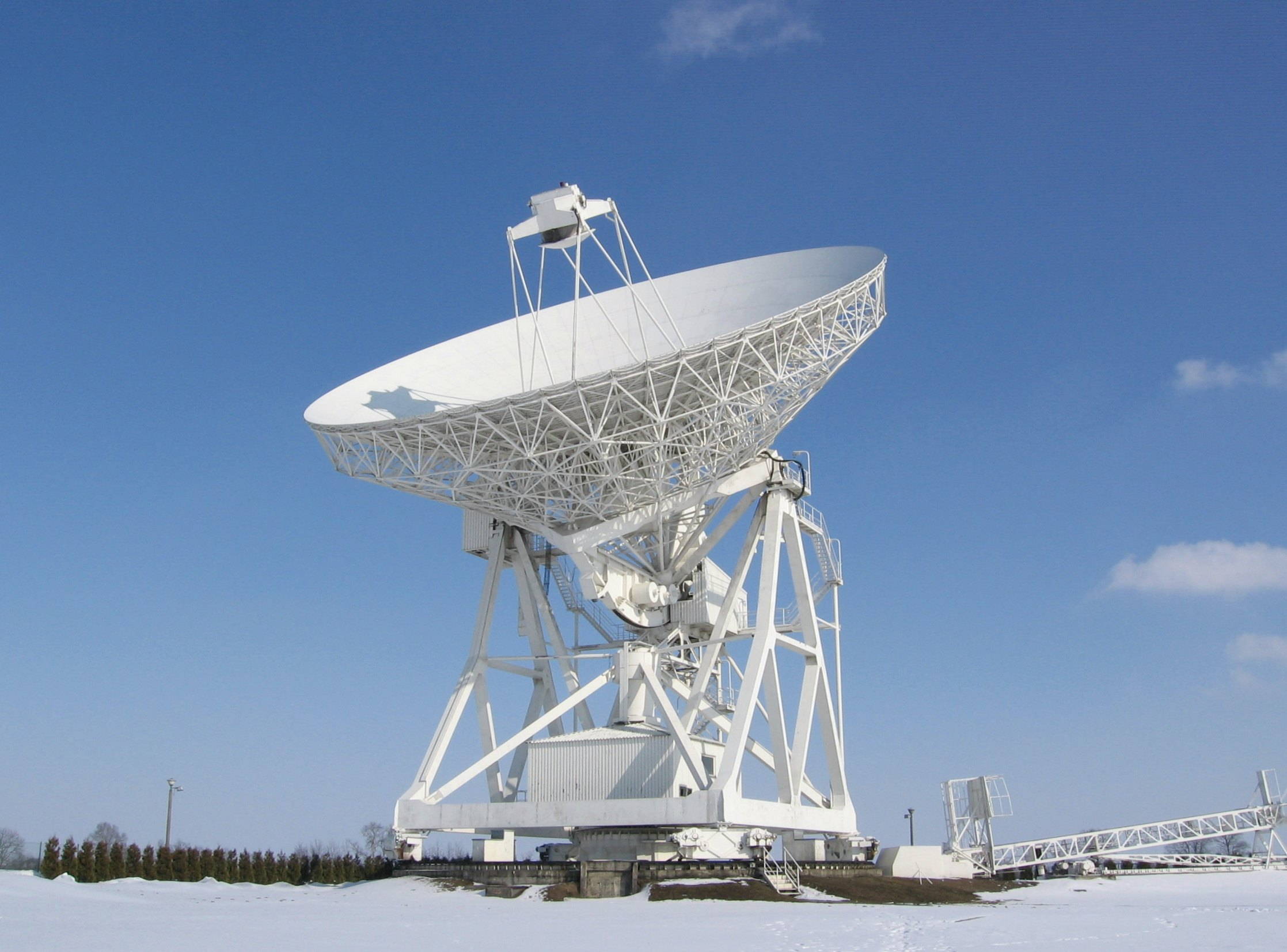
32-метровий радіотелескоп RT-4; використовується з 1994 року
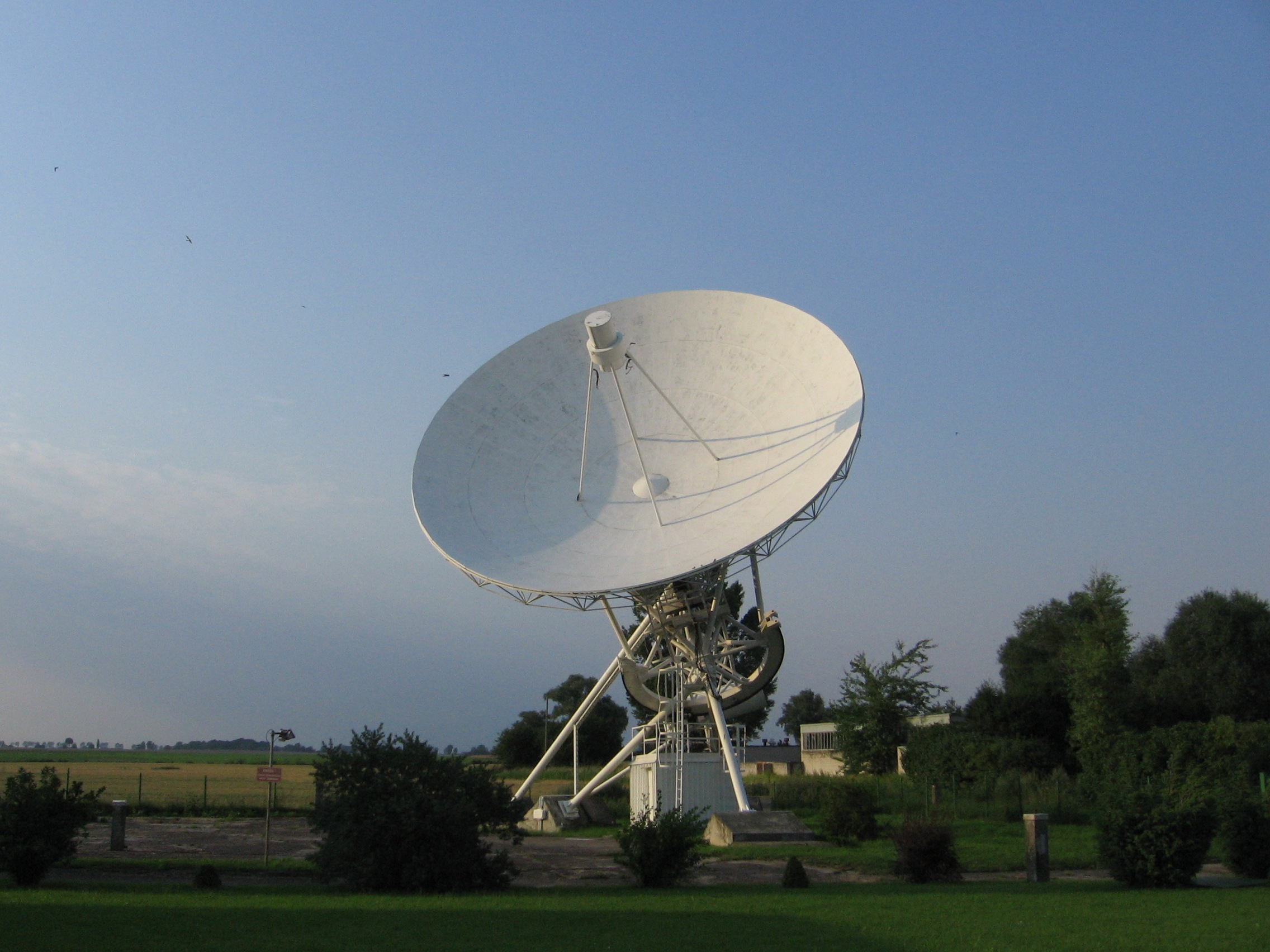
15-метровий радіотелескоп; використовується 1979 року
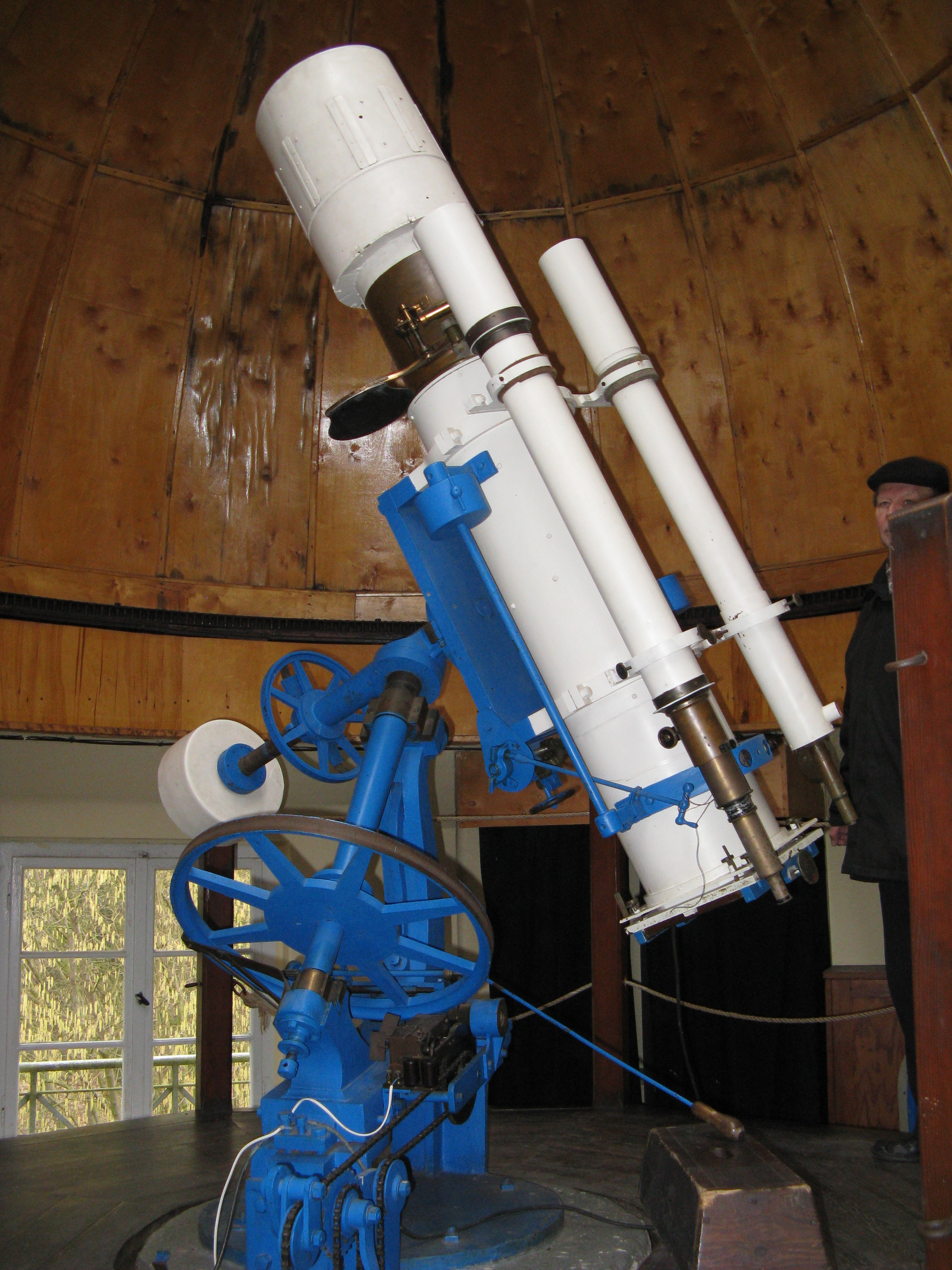
Астрограф Драпера, привезений з Гарвардського коледжу в 1947 році
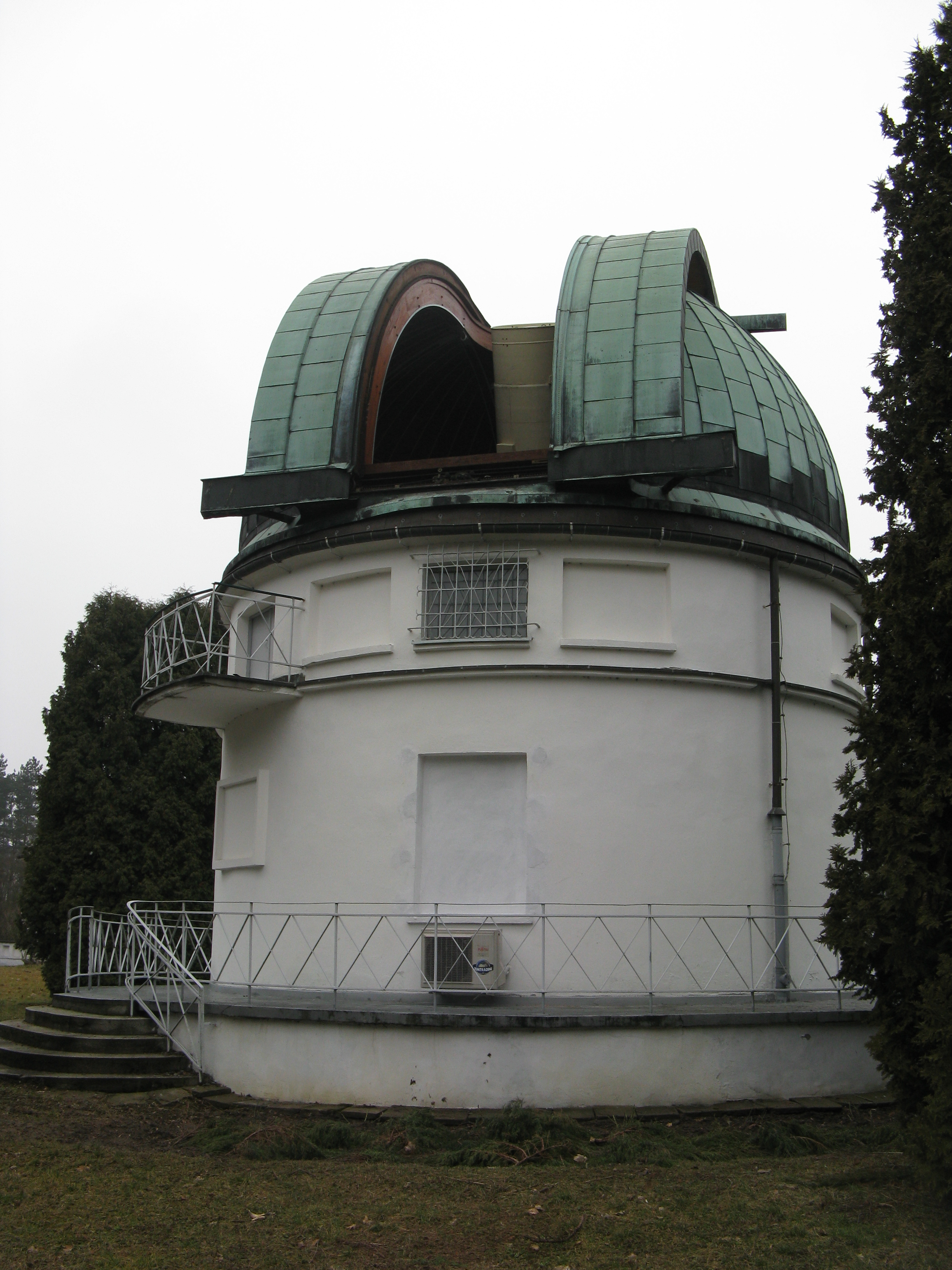
Павільйон з телескопом Шмідта-Кассегрена